# 阿迦汗大學
阿迦汗大學（烏爾都語：جامىهء ﺁغا خان）是一座位於巴基斯坦卡拉奇的私立研究型大學。大學成立於1983年，其名稱是爲了紀念其資助人阿迦汗四世。
大學主校區在卡拉奇，但在東非和英國也有分校。主要提供生物科學和醫學相關的本科和研究生課程。巴基斯坦70%的生物醫學研究都來自該大學。 在英國是大英國協大學協會成員。
其醫學領域成就較高， 被英國的Quacquarelli Symonds評為亞洲前250所大學之一。

## 外部連結
- Aga Khan University (website) （页面存档备份，存于）
- Aga Khan University Alumni Association (website)
- Video: AKU President Firoz Rasul speaks on next 25 years of the Aga Khan University （页面存档备份，存于）

24°53′34″N 67°04′29″E / 24.8928°N 67.0747°E